# Yèvre-la-Ville
Yèvre-la-Ville é uma comuna francesa na região administrativa do Centro, no departamento Loiret. Estende-se por uma área de 26,85 km². Em 2010 a comuna tinha 716 habitantes (densidade: 26,7 hab./km²).
Pertence à rede das As mais belas aldeias de França.